# Симберг, Вольф Бенетович
Симберг Вольф Бенетович (2 июня 1913 — 4 февраля 1996, Санкт-Петербург, Российская Федерация) — советский российский живописец, член Санкт-Петербургского Союза художников (до 1992 года — Ленинградской организации Союза художников РСФСР).

## Биография
Симберг Вольф Бенетович родился 2 июня 1913 года. В 1935 году поступил на живописный факультет Ленинградского института живописи, скульптуры и архитектуры при Всероссийской Академии художеств, который окончил в 1941 году по мастерской профессора Бориса Иогансона с присвоением звания художника живописи. Дипломная работа — картина "Арест товарища Сталина".
В годы Великой Отечественной войны воевал на Ленинградском, Белорусском и 1-м Украинском  фронтах. Награждён двумя медалями "За боевые заслуги", медалями "За оборону Ленинграда", "За победу над Германией". Демобилизовался в 1945 году в звании ефрейтора.
С середины 1950-х годов участвовал в выставках. Писал портреты, пейзажи, жанровые картины. Член Санкт-Петербургского Союза художников (до 1992 года — Ленинградской организации Союза художников РСФСР). Среди произведений, созданных В. Симбергом, картины «Скрипичный мастер А. А. Ушаков» (1955), «Дворик» (1956), «Портрет участника штурма Зимнего дворца В. С. Южанина» (1957), «Зимняя канавка» (1958), «Портрет народного артиста РСФСР В. И. Честнокова» (1960), «Блокадница» (1975), «Портрет П. П. Семячкина, участника Октябрьской революции» (1977), «Портрет ветерана труда П. Ф. Егорова» (1978), «Маша» (1980), «Натюрморт с апельсинами» (1984) и другие.
Скончался 4 февраля 1996 года в Санкт-Петербурге на 83-м году жизни. 
Произведения В. Б. Симберга находятся в музеях и частных собраниях в России, Великобритании, Франции, Германии и других странах.

## Выставки
- 1956 год (Ленинград): Осенняя выставка произведений ленинградских художников.
- 1957 год (Ленинград): 1917 - 1957. Выставка произведений ленинградских художников.
- 1958 год (Ленинград): Осенняя выставка произведений ленинградских художников.
- 1960 год (Ленинград): Выставка произведений ленинградских художников.
- 1975 год (Ленинград): Наш современник. Зональная выставка произведений ленинградских художников.
- 1978 год (Ленинград): Осенняя выставка произведений ленинградских художников.
- 1980 год (Ленинград): Зональная выставка произведений ленинградских художников.
- 1981 год (Ленинград): Выставка произведений художников - ветеранов Великой Отечественной войны.и других ленинградских живописцев.
- 1984 год (Ленинград): Подвигу Ленинграда посвящается. Выставка произведений ленинградских художников, посвящённая 40-летию полного освобождения Ленинграда от вражеской блокады.
- 1987 год (Ленинград): Выставка произведений художников - ветеранов Великой Отечественной войны.
- 1988 год (Ленинград): Выставка произведений живописи художников Российской Федерации "Интерьер и натюрморт".